# Spirobolellus sarasini
Spirobolellus sarasini är en mångfotingart som beskrevs av Carl 1926. Spirobolellus sarasini ingår i släktet Spirobolellus och familjen slitsdubbelfotingar. Inga underarter finns listade i Catalogue of Life.